# Персі Гелтон
Персі Альфред Гелтон (англ. Percy Alfred Helton; 31 січня 1894, Нью-Йорк — 11 вересня 1971, Голлівуд) — американський актор театру, кіно і телебачення, найбільш відомий за фільмами 1940-1960-х років.
За час своєї кінематографічної кар'єри Гелтон зіграв у таких значущих фільмах, як «Диво на 34-й вулиці» (1947), «Телефонувати Нортсайд 777» (1948), «Шосе крадіїв» (1949), «Хрест-навхрест» (1949), «Сірано де Бержерак» (1950), «Зірка народилася» (1954), «Цілуй мене насмерть» (1955), «Скачи по високогір'ю» (1962), «Музикант» (1962), «Тихіше, тихіше, мила Шарлотто» (1964) і «Буч Кессіді та Санденс Кід» (1969).

## Ранні роки життя та театральна кар'єра
Персі Гелтон народився 31 січня 1894 року в Нью-Йорку в акторській сім'ї. Вже у віці 2 років 11 місяців Персі вперше з'явився на нью-йоркській сцені разом зі своїм батьком, популярним естрадним артистом Елфом Гелтоном. 1906 року Персі дебютував на бродвейській сцені в спектаклі «Джулі Бонбон» (1906).
Після цього протягом кількох років знаменитий бродвейський продюсер Девід Беласко постійно брав Гелтона на дитячі ролі, «надаючи йому безцінну можливість опанувати техніку і дух театральної гри». Найпомітнішою роботою Гелтона як актора-дитина стала роль маленького Віллема у Беласко в бродвейському спектаклі «Повернення Пітера Грімма» (1911—1912). За словами газети The Philadelphia Inquirer, «Гелтона пам'ятають як одного з найобдарованіших акторів-дітей свого часу».
1914 року Гелтона взяв під своє крило продюсер Джордж М. Коен, давши йому ролі в багатьох своїх постановках. Актор зіграв у нього в таких спектаклях, як «Сумасбродна герцогиня» (1913—1914), «Диво-людина» (1914) та «Молода Америка» (1915). Як зазначено в The Philadelphia Inquirer, спектакль Коена «Молода Америка», де Гелтон грав головну роль, «отримав теплі відгуки», а Персі своєю грою привернув до себе увагу. У 1915 році Гелтон дебютував у кіно, зігравши одну з головних ролей безпритульного у фільмі «Фея і безпритульний» (1915).
Під час Першої світової війни протягом 19 місяців Гелтон служив у 305-му польовому артилерійському полку у складі американського експедиційного корпусу у Франції та Бельгії, де був нагороджений Хрестом «За видатні заслуги». Після повернення з армії Гелтон відновив бродвейську кар'єру, проте його голос став більш осиплим в армії, через шо актор був змушений перейти на характерні ролі.
Протягом 1919—1928 років Гелтон зіграв у дев'яти бродвейських спектаклях, серед яких «Ці п'ять мільйонів» (1919), «Три живі привиди» (1920—1921), «До дам» (1922), «Техаський соловей» (1922)., «Йди на Захід, молода людино» (1923), «Бідолаха» (1925), «Щасливий» (1927—1928), «Леди на ніч» (1928), «Закоханий у кохання» (1928). У 1920—1922 роках Гелтон також знявся в чотирьох німих художніх фільмах.
Протягом 1930-х і початку 1940-х років Гелтон зіграв на Бродвеї у 12 спектаклях, у тому числі «Яка кому справа» (1930), «Забудьте про роботу» (1931), «Пігмаліон» (1932), «Одним недільным днем» (1933), «До фортуни» (1935), «Підключення» (1935), «Хороші та чесні люди» (1935), «Поганий і непотрібний '00» (1937), «Робін приземляється» (1937), «Чудовий інвалід» (1938), «Попсі» (1941) і «Всі зручності вдома» (1942) . Найбільшого успіху Гелтон досяг у ролі негідника в мелодрамі «Одним недільным днем» (1933), а також у виставі «Чудовий інвалід» (1938). У 1936—1939 роках Гелтон зіграв також у чотирьох короткометражних фільмах .

## Кар'єра у кінмематографі
Незважаючи на деякий досвід роботи в кіно в попередні роки, голлівудська кар'єра Гелтона стала розвиватися лише починаючи з 1947 року, коли йому було вже за 50 років. Його першою «нетривалою, але незабутньою» появою в кіно стала роль нетверезого Санта-Клауса в популярному різдвяному фільмі «Диво на 34-й вулиці» (1947).
Рік по тому Гелтон з'явився в епізодичних ролях у романтичній комедії «Цей чудовий порив» (1948) з Тайроном Пауером і Джин Тірні, а також у фільмі нуар «Телефонувати Нортсайд 777» (1948) з Джеймсом Стюартом у головній ролі. У фільмі нуар «Крадіжка» (1948) за участю Джона Пейна і Шеллі Вінтерс у Гелтона була велика роль керівника міського молодіжного центру, навколо якого обертаються деякі події фільму. У 1949 році Гелтон зіграв у 11 картинах, серед яких вестерн «Жага золота» (1949) з Айдою Лупіно і Гленном Фордом, комедійний горор «Ебботт і Костелло зустрічають вбивцю Бориса Карлоффа» (1949), а також фільми «Псевдонім Нік Біл» (1949) з Реєм Міландом та Одрі Тоттер, «Шосе крадіїв» (1949) з Річардом Конте і Лі Джей Коббом, «Хрест-навхрест» (1949) з Бертом Ланкастером та Івонн де Карло, а також боксерський нуар «Підстава» (1949), в якому, на думку оглядача Turner Classic Movies, «Гелтон зіграв, ймовірно, свою найбільш змістовну роль».
Через рік у нього були ролі ще в 11 фільмах, у тому числі в комедії «Сірано де Бержерак» (1950) з Хосе Феррером у головній ролі, музичному комедійному вестерні «Модні штани» (1950) з Бобом Гоупом і Люсіль Болл, вестерні «Мідний каньйон» (1950) з Мілландом та Геді Ламарр, мелодрамі «Її власне життя» (1950) з Ланою Тернер і Міландом, а також у фільмах нуар «Таємна лють» (1950) з Клодетт Кольбер і Робертом Раяном та «Сонце світанку» (1950), де у нього була роль газетного репортера.
1951 року у Гелтона було 10 картин, включаючи музичну комедію «Маріонетка» (1951) з Діном Мартіном і Джеррі Льюїсом, романтичну комедію з Джейн Вайман «Троє на ім'я Майк» (1951), кримінальний трилер з Діком Пауеллом «Висока мета» (1951), мелодраму з Міландом «З ночі в ранок» (1951), а також фільм нуар з Дейном Кларком «Ніколи не довіряй гравцю» (1951).
Серед чотирьох фільмів Гелтона в 1952 найбільш помітними були музична комедія з Фредом Астером «Красуня Нью-Йорка» (1952) і комедія з Граучо Марксом «Дівчина в кожному порту» (1952). У 1953 році Хелтон зіграв у 13 фільмах, серед них комедія «Як вийти заміж за мільйонера» (1953) з Мерилін Монро, історична мелодрама «Плащаниця» (1953) з Річардом Бартоном та Джин Сіммонс та вестерн «Відважні супротивники» (1953) з Робертом Тейлором та Авою Гарднер у головних ролях, а також музична комедія «Назвіть мене мадам» (1953), де у нього була роль сенатора. У фільмі нуар «Поліція моралі» (1953) з Едвардом Г. Робінсоном у головній ролі детектива поліції Лос-Анджелеса Гелтон вдало зіграв невелику роль параноїка, який страждає манією переслідування, а у фільмі нуар «Порочна жінка» важливу роль сусіда по готельному номеру головної героїні. Ця робота Гелтона привернула увагу деяких сучасних істориків кіно. Зокрема, Гел Еріксон висловив думку, що «фільм містить, ймовірно, найкращу екранну гру Гелтона, всюдисущого писклявого характерного актора, який заслужено закінчує роль отриманням однієї з найприголомшливіших ляпасів в історії кіно». Оглядач TV Guide також виділив у цьому фільмі гру Гелтона, який у ролі «пильного та хтивого Чарлі несподівано гидкий. Він кладе мокрі поцілунки вгору і вниз по руці Майклз, ніби збирається поглинути її, а кожна пауза в його словах ніби дає зрозуміти, що будь-якої миті він готовий пустити слину». На думку історика кіно Майкла Кіні, «досвідчений характерний актор Гелтон перевершує всіх у цьому фільмі в ролі хтивого маленького троля, який отримує те, що хоче, і, здається, не звертає уваги (або навіть не помічає) очевидної відрази до нього з боку Майклз». Нарешті, Ганс Воллстейн також відзначив Гелтона, який «перетворює свій образ жалюгідного коротуна в досить зловісного розпусника, готового на невеликий шантаж, щоб задовольнити своє лібідо».
1954 року Гелтон з'явився в п'яти фільмах, включаючи мюзикл «Зірка народилася» (1954) з Джуді Гарленд і Джеймсом Мейсоном, фантастичний сімейний фільм «20 000 льє під водою» (1954) з Кірком Дугласом і Мейсоном, а також мюзикл з Бінгом Кросбі «Світле Різдво» (1954).
Серед шести фільмів Гелтона 1955 року виділяються фільм нуар Роберта Олдріча «Цілуй мене насмерть» (1955), політична судова драма «Суд» (1955) з Гленном Фордом і Дороті Макгвайр, тюремна драма «Втеча» (1955), а також нуарова мелодрама «Жінка без чоловіків» (1955) з Мері Віндзор у головній ролі.
1956 року найбільш значними фільмами Гелтона стали історична мелодрама «Діана» (1956) з Ланою Тернер, а також політичний фільм нуар «Бос» (1956) з Джоном Пейном, проте ролі Гелтона в обох фільмах були епізодичними.
У 1957 році Гелтон з'явився в музичному фільмі з Елвісом Преслі «Тюремний рок» (1957) і комедії з Джин Сіммонс «Довгоочікувана ніч» (1957), а в 1958 році він зіграв у вестернах «Гордий бунтар» (1958) з Олівією Де Гевілленд, і «Пастух» (1958) з Гленном Фордом і Ширлі Маклейн, а також у комедії з Полом Ньюманом «Збирайтеся навколо прапора, хлопці!» (1958).
1959 року Гелтон зіграв в єдиному фільмі, комедії «Запитайте будь-яку дівчину» (1959) з Девідом Найвеном і Ширлі Маклейн.
Після романтичної комедії «Там, де хлопці» (1960) та мелодрами «Не дозволяйте нікому написати мою епітафію» (1960) Гелтон повернувся в кіно в 1962 році з роллю в популярній музичній комедії «Музикант» (1962) з Робертом Престоном і вестером Сема Пекінпи «Скачи по високогір'ю» (1962) за участю зірок жанру Рендольфа Скотта та Джоела Маккрі. Іншими помітними фільмами Гелтона в 1960-і роки стали комедійний вестерн «Четверо з Техасу» (1963) за участю Френка Сінатри та Діна Мартіна, комедія «Хитрі ділки» (1964) з Джеймсом Гарнером та Лі Ремік, кримінальна драма «Тихше, тихше, мила Шарлотто» (1964) з Бетті Дейвіс та Олівією Де Гевілленд, вестерн «Сини Кеті Елдер» (1965) з Джоном Вейном і Діном Мартіном і комедійний вестерн з Генрі Фондом «Великий куш для маленької леді» (1966).
У 1968 році Гелтон зіграв в дивакуватому музичному фільмі «Голова» (1968) з поп-групою Monkees (він з'являвся на порозі будинку музикантів з красивою білявкою, прикутою наручниками до його зап'ястя), а також зіграв зрадника на прізвисько Миле личко в кримінальному вестерні «Бутч Кессіді і Санденс Кід» (1969)" з Полом Ньюманом і Робертом Редфордом.

## Кар'єра на телебаченні
У період з 1950 по 1971 рік Гелтон зіграв у 181 епізоді 127 різних телесеріалів. Його можна було побачити в серіалах «Дік Трейсі» (1950), «Детектив на першу шпальту» (1951), «Пригоди Супермена» (1953), «Шоу Ебботта і Костелло» (1954), «Самотній рейнджер» (1955), «Мільйонер» (1955), «Альфред Гічкок представляє» (1955—1961), «Театр наукової фантастики» (1957), «Лист до Лоретти» (1957—1958), «Пригоди Рін Тін Тіна» (1957—1959), «Меверік» (1957—1960), «Сансет-Стріп, 77» (1959), «Димок зі ствола» (1959—1966), «Бонанза» (1959—1967), «Недоторканні» (1960), «Ларамі» (1961—1963), «Перрі Мейсон» (1961—1965), «Сутінкова зона» (1963—1964), «Правосуддя Берка» (1964), «Зелені простори» (1966—1969), «Напруж звивини» (1968), «Місія нездійсненна» (1971) та багатьох інших. Зокрема, він запам'ятався регулярною роллю забрудненого скривдженого банківського клерка Гомера Кретчіта в шести епізодах сімейного комедійного серіалу «Селюки з Беверлі-Гіллс» (1968—1969).

## Акторське амплуа та оцінка творчості
Як зазначено на сторінці актора в Internet Movie Database, Гелтон був «однією із найвідоміших осіб і одним із найвідоміших голосів голлівудських фільмів 1950-х років». Серед інших акторів він виділявся невисоким зростом і скрипучим, сиплим голосом, а його персонажі часто були балакучі, при цьому він говорив м'яко і з придихом. Як пише історик кіно Джим Бівер, «його мініатюрна статура та неповторний голос дозволили йому зіграти в широкому спектрі фільмів і телесеріалів у період з кінця 1940-х і до кінця 1960-х років».
Гел Еріксон підкреслює, що глядачі часто впізнавали його на екрані, але не могли згадати його імені, тому що більш ніж у сотні своїх картин він часто грав епізодичні ролі, що запам'ятовуються, при цьому його ім'я не завжди вказувалося в титрах. «Вічно згорблений і з постійною задишкою, він грав багатьох — він був і нестерпним клерком, і цікавим листоношою, і запальним барменом, і настирливим кондуктором поїзда, і стукачем, що тремтить від страху». При цьому, як зазначено в біографії Гелтона на сайті Turner Classic Movies, «своїм точно прорахованим поглядом, що оцінює, і майстерно вимовленою фразою він міг опинитися в центрі уваги в присутності будь-яких зірок». Протягом наступних чотирьох десятиліть Гелтон видав цілу галерею негідників і шахраїв, включаючи п'яниць, покидьків, підручних і диваків у всьому — від шикарних оскароносних мюзиклів типу «Музикант» (1962) до суворих повоєнних трилерів, від вестернів категорії В до ексцентричних комедій Діна Мартіна та Джеррі Льюїса. Серед його численних акторських робіт найбільше його сьогодні пам'ятають за невеликими, але пам'ятними ролями у фільмах «Бутч Кессіді і Санденс Кід» та «Як вийти заміж за мільйонера».

## Особисте життя і смерть
З 1931 року і аж до своєї смерті в 1971 році Гелтон був одружений на актрисі Едні Гелтон, дітей у них не було.
Персі Гелтон помер 11 вересня 1971 року в Голлівуді в лікарні, йому було 77 років.